# Оскар за најбољи адаптирани сценарио
Оскар за најбољи адаптирани сценарио (енгл. Academy Award for Writing Adapted Screenplay) једна је од Академијиних награда. Додјељује се сваке године аутору или ауторки филмског сценарија написаног на основу књиге, представе, приповијетке или на основу неког другог филма. По овом критеријуму, наставци филмова се аутоматски рачунају као филмови са адаптираним сценаријем.
Академија додјељује и награду за најбољи оригинални сценарио (Оскар за најбољи оригинални сценарио), односно за сценарио који није адаптиран, већ је „писан из главе”.

## 1920-e
Награда је почела да се додјељује као „Најбољи адаптирани сценарио”.
- 1927/1928 Седмо небо — Бенџамин Глејзер по драми Остина Стонга
  - Лепотица — Ентони Колдвеј по драми Рајде Џонсон Јанг
  - Џез певач — Алфред А. Кон по драми Day of Atonement Самсона Рејфелсона.

Сљедеће двије године додјељивана је јединствена награда за сценарио без обзира да ли се радило о оригиналном или адаптираном сценарију.
- 1928/1929 Патриот — Ханс Крели по драми Ешли Дјукс, преводу драме Der Patriot Алфреда Нојмана која је настала по причи Paul I Дмитрија Мерешковског
  - Жаца — Вилијам Тејлор Гарнет по причи Елиота Џада Клосона
  - У старој Аризони — Том Бари по причи The Caballero's Way О. Хенрија
  - Последњи часови госпође Чени — Ханс Крели по драми Фредерика Лонсдејла
  - The Leatherneck — Елиот Џад Клосон- оригинални сценарио
  - Наше кћери плесачице — Џозефина Лавет- оригинални сценарио
  - Sal of Singapore — Елиот Џад Клосон по причи The Sentimentalists Дејла Колинса
  - Облакодер — Елиот Џад Клосон, Вилијам Тејлор Гарнет по причи Дадлија Мерфија
  - Одважни — Том Бари, Џон Хантер Бут по драми Халвортија Хола и Роберта Мидлмаса
  - Жена љубавних афера — Бес Мередит по роману The Green Hat Мајкла Арлена
  - Wonder of Women — Бес Мередит по роману Die Frau des Steffen Tromholt, Хермана Судермана
- 1929/1930 Велика кућа — Џозеф Фарнам, Мартин Флејвин, Франсес Марион, Ленокс Марион — оригинални сценарио
  - На западу ништа ново — Максвел Андерсон, Џорџ Абот, Дел Ендруз по роману Ериха Марије Ремарка
  - Дизраели — Џулијен Џозефсон по драми Луја Н. Паркера
  - Распуштеница — Џон Мијан по роману Ex-Wife Урсуле Парот
  - Улица шансе — Ленор Џ. Кофи, Хауард Естабрук по причи Оливера Х. П. Гарета

## 1930-e
Од 1930/31 опет су раздвојене награде за оригинални и адаптирани сценарио.
- 1930/1931 Симарон — Хауард Естабрук по роману Едне Фербер
  - Законик злочинаца — Ситон И. Милер, Фред Нибло млађи по драми Мартина Флејвина
  - Празник — Хорас Џексон по драми Филипа Барија
  - Мали Цезар — Франсис Едвард Фараголи, Роберт Н. Ли, Роберт Лорд, Дарил Ф. Занук по роману Вилијама Р. Бернета
  - Скипи — Џозеф Л. Манкевиц, Дон Маркиз, Норман З. Маклауд, Сем Минц по стрипу Персија Крозбија
- 1931/1932 Лоша девојка — Едвин Џ. Берк по роману и драми Виње Делмар
  - Ароусмит — Сидни Хауард по роману Синклера Луиса
  - Доктор Џекил и господин Хајд — Самјуел Хофенстин, Перси Хит по роману Роберта Луиса Стивенсона
- 1932/1933 Мале жене — Виктор Херман, Сара Ј. Мејсон по роману Луизе Меј Олкот
  - Дама за један дан — Роберт Рискин по причи Madame la Gimp Дејмона Ранјона
  - Државни сајам — Пол Грин, Сонија Левин по роману Филипа Стонга
- 1934 Догодило се једне ноћи — Роберт Рискин по причи Night Bus Самјуела Хопкинса Адамса
  - Мршавко — Алберт Хакет, Франсес Гудрич по роману Дашијела Хамета
  - Вива Виља — Бен Хект по књизи Еџкама Пинчона i О. Б. Стејда

Од 1935. награда се додјељује под називом Оскар за најбољи сценарио.
- 1935 Потказивач — Дадли Николс по роману Лијама О’Флаертија. Први пут да је награда одбијена.
  - Крвави капетан — Кејси Робинсон по роману Рафаела Сабатинија
  - Живот бенгалског копљаника — Волдемар Јанг, Џон Л. Болдерстон, Ахмед Абдула, Гровер Џоунс, Вилијам Слејвенс Макнат по роману Франсиса Јејтса-Брауна
  - Побуна на броду Баунти — Толбот Џенингс, Џулс Фуртман, Кари Вилсон по роману Чарлса Нордхофа и Џејмса Нормана Хола
- 1936 Прича о Лују Пастеру — Пјер Колингс, Шеридан Гибни по њиховој причи 
  - После мршавка — Франсес Гудрич, Алберт Хакет по причи Дашијела Хамета
  - Додсворт — Сидни Хауард по роману Синклера Луиса
  - Екстравагантни господин Дидс — Роберт Рискин по причи Opera Hat Кларенса Бадингтона Келанда
  - Мој човек Годфри — Мори Рискинд, Ерик Хач по роману Ерика Хача
- 1937 Живот Емила Золе — Хајнц Хералд, Геза Херцег, Норман Рејн по књизи Zola and His Time Метјуа Џозефсона
  - Друга брачна ноћ — Виња Делмар на основу драме Артура Ричмана
  - Капетан Храброст — Марк Конели, Џон Ли Мејин, Дејл Ван Евери по роману Радјарда Киплинга
  - Излаз на позорницу — Мори Рискинд, Ентони Вајлер по драми Едне Фербер и Џорџа С. Кауфмана
  - Звезда је рођена — Дороти Паркер, Алан Кембел, Роберт Карсон по причи Вилијама А. Велмана и Роберта Карсона.
- 1938 Пигмалион — Ијан Далримпл, Сесил Луис, В. П. Липском, Џорџ Бернард Шо по драми Џорџа Бернарда Шоа
  - Град дечака — Џон Мијан, Дори Шари по причи Дорија Шарија и Еленор Грифин
  - Цитадела — Ијан Далримпл, Френк Вид, Елизабет Хил по роману Арчибалда Џозефа Кронина
  - Четири ћерке — Ленор Џ. Кофи, Џулијус Џ. Епстин по роману Sister Act Фани Херст
  - У гроб ништа не носиш — Роберт Рискин по драми Џорџа С. Кауфмана и Моса Харта
- 1939 Прохујало с вихором — Сидни Хауард по роману Маргарет Мичел
  - Добро јутро, господине Чипс — Р. К. Шериф, Клодин Вест, Ерјук Машвиц по роману Џејмса Хилтона
  - Господин Смит иде у Вашингтон — Сидни Бакман по причи Луиса Р. Фостера
  - Ниночка — Чарлс Бракет, Били Вајлдер, Волтер Рајш по причи Мелкиора Ленђела
  - Оркански висови — Чарлс Макартур, Бен Хект по роману Емили Бронте

## 1940-e
- 1940 Филаделфијска прича — Доналд Огден Стјуарт по драми Филипа Барија
  - Плодови гнева — Нанали Џонсон по роману Џона Стајнбека
  - Кити Фојл — Доналд Огден Стјуарт, Далтон Трамбо по роману Кристофера Морлија
  - Дуго путовање кући — Дадли Николс по збирци кратких драма The Moon of the Caribees, In the Zone, Bound East for Cardiff i The Long Voyage Home Јуџина О’Нила
  - Ребека — Филип Макдоналд, Мајкл Хоган по роману Дафне ди Морије
- 1941 Опет долази господин Џордан — Сидни Бакман, Ситон Милер по драми „Небо може чекати” Харија Сегала
  - Заустави зору — Чарлс Бракет, Били Вајлдер по књизи Кети Фрингс
  - Како је била зелена моја долина — Филип Дан по роману Ричарда Луелина
  - Мале лисице — Лилијан Хелман по својој драми
  - Малтешки соко — Џон Хјустон по роману Дашијела Хамета
- 1942 Госпођа Минивер — Џорџ Фрешел, Џејмс Хилтон, Клодин Вест, Артур Вимперис по роману Џен Страдер
  - Четрдесет девета паралела — Родни Акланд, Емерик Пресбергер по причи Емерика Пресбергера
  - Понос Јенкија — Херман Џ. Манкевиц, Џо Сверлинг по причи Пола Галика
  - Робови прошлости — Џорџ Фрешел, Клодин Вест, Артур Вимперис по роману Џејмса Хилтона
  - Говор града — Сидни Бакман, Ирвин Шо по причи Сиднија Хармона
- 1943 Казабланка — Филип Епстин, Џулијус Џ. Епстин, Хауард Коч по драми Everybody Comes to Rick's, Марија Бернета и Џоун Алисон
  - Кључеви краљевства — Нанали Џонсон по роману „Живи закопани” Арнолда Бенета
  - Што више, то боље — Ричард Флорној, Луис Р. Фостер, Френк Рос, Роберт Расел по причи Френка Роса и Роберта Расела
  - Бернардетина песма — Џорџ Ситон по роману Франца Верфела
  - Стража на Рајни — Дашијел Хамет по драми Лилијан Хелман
- 1944 Идући својим путем — Френк Батлер, Френк Кавет по причи Леа Макарија
  - Двострука обмана — Били Вајлдер, Рејмонд Чандлер по роману Double Indemnity in Three of a Kind Џејмса М. Кејна
  - Плинска светлост — Џон Ван Друтен, Волтер Рајш, Џон Л. Болдерстон по драми Angel Street Патрика Хамилтона
  - Лаура — Џеј Дратлер, Самјуел Хофенстин, Бети Рајнхарт по роману Вере Каспари
  - Срешћемо се у Сент Луису — Ирвинг Брекер, Фред Ф. Финклхоф по роману Сали Бенсон
- 1945 Изгубљени викенд — Чарлс Бракет, Били Вајлдер по роману Чарлса Р. Џексона
  - Милдред Пирс — Раналд Макдугал по роману Џејмса М. Кејна
  - Понос маринаца — Алберт Молц по књизи Роџера Батерфилда
  - Прича о редову Џоу — Леополд Атлас, Гај Ендор, Филип Стивенсон по књигама Brave Men и Here Is Your War Ернија Пајла
  - Једно дрво расте у Бруклину — Френк Дејвис, Тес Слесинџер по роману Бети Смит
- 1946 Најбоље године наших живота — Роберт Шервуд по роману Glory for Me Макинлија Кантора
  - Ана и краљ Сијама — Сали Бенсон, Талбот Џенингс по књизи Маргарет Ландон
  - Кратак сусрет — Ентони Хевлок-Алан, Дејвид Лин, Роналд Ним по драми Still Life Ноела Кауарда
  - Убице — Ентони Вајлер по новели Ернеста Хемнигвеја
  - Рим, отворени град — Серђо Амидеи, Федерико Фелини по причи Серђа Амидеија и Алберта Консиља
- 1947 Чудо у 34. улици — Џорџ Ситон по причи Валентајна Дејвиса
  - Бумеранг — Ричард Мерфи по тексту Ентонија Абота (псеудоним Фултона Аурслера)
  - Унакрсна ватра — Џон Пакстон по роману The Brick Foxhole Ричарда Брукса
  - Џентлменски споразум — Мос Харт по роману Лоре З. Хобсон
  - Велико ишчекивање — Дејвид Лин, Роналд Ним, Ентони Хевлок-Алан по орману Чарлса Дикенса
- 1948 Благо Сијера Мадре — Џон Хјустон по роману Бруна Травена
  - Спољни послови — Чарлс Бракет, Били Вајлдер, Ричард Л. Брин по причи Дејвида Шоа
  - Џони Белинда — Ирмгард фон Кубе, Ален Винсент по драми Елмера Блејнија Хариса
  - Деца Европе — Ричард Швајцер, Дејвид Векслер по њиховој причи
  - Змијско гнездо — Френк Партос, Милен Бранд по роману Мери Џејн Ворд
- 1949 Писмо трима женама — Џозеф Манкевиц по роману Letter to Five Wives Џона Клемпнера
  - Сви краљеви људи — Роберт Росен по роману Роберта Пена Ворена
  - Крадљивци бицикла — Чезаре Цаватини по роману Луиђија Бартолинија
  - Шампион — Карл Форман по новели Ринга Ларднера
  - Пали идол — Грејам Грин по својој новели Подрумска соба

## 1950-e
- 1950 Све о Еви — Џозеф Манкевиц по новели The Wisdom of Eve Мери Ор
  - Џунгла на асфалту — Бен Мадоу, Џон Хјустон по роману В. Р. Бернета
  - Јуче рођена — Алберт Манхајмер по драми Born Yesterday Гарсона Кејнина
  - Сломљена стрела — Алберт Молц (front: Мајкл Бланкфорт) по роману Blood Brother Елиота Арнолда
  - Отац младе — Франсес Гудрич, Алберт Хакет по роману Едварда Стритера
- 1951 Место под сунцем — Хари Браун, Мајкл Вилсон по роману Америчка трагедија Теодора Драјзера и драми Америчка трагедија Патрика Кернија
  - Афричка краљица — Џејмс Ејџи, Џон Хјустон по роману С. С. Фористера
  - Детективска прича — Роберт Вајлер, Филип Јордан по драми Сиднија Кингслија
  - Вртешка — Жак Натансон, Макс Офилс по истоименој драми Артура Шницлера
  - Трамвај звани жеља — Тенеси Вилијамс по својој драми
- 1952 Град илузија — Чарлс Шне по причи Tribute to a Badman Чарлса Бредшоа
  - 5 прстију — Мајкл Вилсон по роману Операција Цицеро Лудвига Карла Мојзиша
  - Тачно у подне — Карл Форман по причи Лимена звезда Џона В. Канингама
  - Човек у белом оделу — Џон Дајтон, Роџер Макдугал, Александер Макендрик по драми Роџера Макдугала
  - Миран човек — Франк С. Нуџент по причи Green Rushes Мориса Волша
- 1953 Одавде до вечности — Данијел Тарадаш по роману Џејмса Џоунса
  - Окрутно море — Ерик Амблер по роману Николаса Монсарата
  - Лили — Хелен Дојч по причи Love of Seven Dolls Пола Галика
  - Празник у Риму — Ијан Маклилан Хантер, Џон Дајтон по причи Далтона Трамба (front: Ијан Маклилан Хантер)
  - Шејн — А. Б. Гатри млађи по роману Џека Шафера
- 1954 Провинцијалка — Џорџ Ситон по драми Клифорда Одетса
  - Побуна на Кејну — Стенли Робертс по роману Хермана Воука
  - Прозор у двориште — Џон Мајкл Хејз по причи It Had to Be Murder Корнела Вулрича
  - Сабрина — Били Вајлдер, Самјуел Тејлор, Ернест Леман по роману Sabrina Fair Самјуела Тејлора
  - Седам невеста за седморицу браће — Алберт Хакет, Франсес Гудрич, Дороти Кингсли по причи The Sobbin' Women Стивена Винсента Бенеа
- 1955 Марти — Педи Чајефски по својој ТВ-драми
  - Лош дан у Блек Року — Милард Кауфман по причи Bad Day at Hondo Хауарда Бреслина
  - Џунгла на школској табли — Ричард Брукс по роману Евана Хантера
  - Источно од раја — Пол Озборн по роману Џона Стајнбека
  - Воли ме или ме остави — Данијел Фјукс, Изобел Ленарт по причи Данијела Фјукса

Године 1956. награда је применована у Награда за адаптирани сценарио.
- 1956 Пут око света за 80 дана — Џон Фароу, С. Џ. Перелман, Џејмс По по роману Жила Верна
  - Беби дол — Тенеси Вилијамс по својим драмама Twenty-seven Wagons Full of Cotton и The Unsatisfactory Supper
  - Пријатељско уверавање — Мајкл Вилсон по роману Џесамина Веста (Напомена: Почетком 1956. име сценаристе Мајкла Вилсона, добитника Оскара, избрисано је са шпице филма „Пријатељско уверавање” на захтев продуцентске куће Allied Artists, продуцента и других филмских компанија. Наиме, у уговору са сценаристичким еснафом Screen Writers Guild постојала је клаузула која је омогућавала да се са шпице филма изоставе имена свих филмских радника који су имали прокомунистичке ставове.)
  - Див — Фред Гајол, Ајван Мофат по роману Едне Фербер
  - Жудња за животом — Норман Корвин по роману Ирвинга Стоуна

Године 1957. категорија је преименована у Сценарио по материјалима из других медија.
- 1957 Мост на реци Квај — Карл Форман, Мајкл Вилсон (потписан: Пјер Бул) по роману Пјера Була (Напомена: Иако је награду примио Пјер Бул, знало се да су сценарио написали Карл Форман и Мајкл Вилсон, који су тада били на црној листи). Њима двојици Оскар је постумно додељен 1984. 
  - Само небо зна, господине Алисон  — Џон Хјустон, Џон Ли Мејин по роману Чарлса Шоа
  - Градић Пејтон — Џон Мајкл Хејз по роману Грејс Металијус
  - Сајонара — Пол Озборн по роману Џејмса Миченера
  - Дванаест гневних људи — Реџиналд Роуз по својој драми
- 1958 Жижи — Алан Џеј Лернер по роману књижевнице Колет
  - Мачка на врућем лименом крову — Ричард Брукс, Џејмс По по драми Тенесија Вилијамса
  - Коњска губица — Алек Гинис по роману Џојса Карија
  - Желим живети — Нелсон Гидинг, Дон М. Манкевиц по писмима Барбаре Грејам и новинском чланку Еда Монтгомерија
  - Одвојени столови — Џон Геј, Теренс Ратиган по Ратигановој драми
- 1959 Пут у високо друштво — Нил Патерсон по роману Џона Брејна
  - Анатомија једног убиства — Вендел Мејз по драми аутора Роберта Травера (псеудоним Џона Д. Велкера
  - Бен Хур — Карл Танберг по роману Луа Воласа
  - Прича о калуђерици — Роберт Андерсон по књизи Кетрин Халм
  - Неки то воле вруће — Били Вајлдер, И. А. Л. Дајмонд по причи Роберт Терен и Мајкла Логана

## 1960-e
- 1960 Елмер Гантри, шарлатан — Ричард Брукс по роману Синклера Луиса
  - Наследи ветар — Недрик Јанг (потписан као Нејтан И. Даглас), Харолд Џејкоб Смит по драми Џерома Лоренса и Роберта Е. Лија
  - Синови и љубавници — Гавин Ламберт, Т. Е. Б. Кларк по роману Дејвида Херберта Лоренса
  - Луталице — Изобел Ленарт по роману Џона Клирија
  - Мелодије славе — Џејмс Кенавеј по свом роману
- 1961 Суђење у Нирнбергу — Аби Мен по својој драми
  - Доручак код Тифанија — Џорџ Акселрод по роману Трумана Капотеа
  - Топови са Наварона — Карл Форман по роману Алистера Маклејна
  - Хазардер — Сидни Керол, Роберт Росен по роману Волтера Тивиса
  - Прича са западне стране — Ернест Леман по драми Артура Лорентса
- 1962 Убити птицу ругалицу — Хортон Фут по роману Харпер Ли
  - Дејвид и Лиса — Еленор Пери по роману Теодора Ајзака Рубина
  - Лоренс од Арабије — Роберт Боулт, Мајкл Вилсон (Напомена: службено је номинован само Роберт Боулт) по текстовима Т. Е. Лоренса
  - Лолита — Владимир Набоков по свом роману
  - Чудотворка — Вилијам Гибсон по својој драми
- 1963 Том Џоунс — Џон Озборн по роману Том Џоунс, историја једног находа Хенрија Филдинга
  - Капетан Њумен, лекар — Ричард Л. Брин, Хенри Ефрон, Фиби Ефрон по роману Леа Ростена
  - Хад — Ирвинг Равеч, Харијет Франк млађи по роману Horseman Ларија Макмертрија
  - Љиљани у пољу — Џејмс По по роману Вилијама Е. Барета
  - Sundays and Cybele — Серж Бургињон, Бернар Ешасерјо по роману Les Dimanches de Ville d'Avray Бернара Ешасерјоа
- 1964 Бекет — Едвард Анхолт по драми Жана Ануја
  - Доктор Стрејнџлав: Или како сам научио да не бринем и заволим бомбу — Стенли Кјубрик, Тери Садерн, Питер Џорџ по роману Red Alert, Питера Џорџа
  - Мери Попинс — Бил Волш, Дон Дегрејди по књизи П. Л. Траверса
  - Моја драга дамо — Алан Џеј Лернер по својој музичкој драми и драми Пигмалион Џорџ Бернард Шо
  - Грк Зорба — Михаил Какојанис по роману Живот Алексиса Зорбе Никоса Казанцакиса
- 1965 Доктор Живаго — Роберт Боулт по роману Бориса Пастернака
  - Кет Балу — Волтер Њуман, Френк Пирсон по роману Балада о Кет Балу Роја Чанслора
  - Колекционар — Стенли Мен, Џон Кон по роману Џона Фаулса
  - Брод лудака — Аби Мен по роману Кетрин Ен Портер
  - Хиљаду кловнова — Херб Гарднер по својој драми
- 1966 Човек за сва времена — Роберт Боулт по својој драми
  - Алфи — Бил Нотон по својој драми
  - Професионалци — Ричард Брукс по роману A Mule for the Marquesa Френка О’Рорка
  - Руси долазе, Руси долазе — Вилијам Роуд по роману Off-Islanders Натанијела Бенчлија
  - Ко се боји Вирџиније Вулф? — Ернест Леман по драми Едварда Олбија
- 1967 У врелини ноћи — Стерлинг Силифант по роману Џона Бола
  - Хладноруки кажњеник — Дон Пирс, Френк Пирсон по роману Дона Пирса
  - Дипломац — Колдер Вилингам, Бак Хенри по роману Чарлса Веба
  - Хладнокрвно — Ричард Брукс по роману Трумана Капотија
  - Уликс — Џозеф Стрик, Фред Хејнс по роману Џејмса Џојса
- 1968 Зима једног лава — Џејмс Голдман по својој драми
  - Необичан пар — Нил Сајмон по својој драми
  - Оливер! — Вернон Харис по мјузиклу Лајонела Барта и роману Оливер Твист Чарлса Дикенса
  - Рејчел, Рејчел — Стјуарт Стерн по роману A Jest of God Маргарет Лоренс
  - Розмерина беба — Роман Полански по роману Ајре Левина
- 1969 Поноћни каубој — Волдо Солт по роману Џејмса Леа Херлихија
  - Ана од хиљаду дана — Џон Хејл, Бриџет Боланд, Ричард Соколов по драми Максвела Андерсона
  - Збогом, Коламбус — Арнолд Шулман по роману Филипа Рота
  - Коње убијају, зар не? — Џејмс По, Роберт Е. Томпсон по роману Хораса Макоја
  - З — Хорхе Семпрун, Коста-Гаврас по роману Василиса Василикоса

## 1970-e
- 1970 M*A*S*H — Ринг Ларднер млађи по роману Ричарда Хукера
  - Аеродром — Џорџ Ситон по роману Артура Хејлија
  - Оцу никад нисам певао — Роберт Андерсон по својој драми
  - Љубавници и остали странци — Џозеф Болоња, Дејвид Зелаг Гудман, Рене Тејлор по драми Џозефа Болоње и Рене Тејлор
  - Заљубљене жене — Лари Крејмер по роману Дејвида Херберта Лоренса
- 1971 Француска веза — Ернест Тајдиман по роману Робина Мура
  - Паклена поморанџа — Стенли Кјубрик по роману Ентонија Берџеса
  - Конформиста — Бернардо Бертолучи по роману Конформиста Алберта Моравије
  - Врт Финци-Континијевих — Уго Пиро, Виторио Боничели по роману Giardino dei Finzi-Contini Ђорђа Басанија
  - Последња биоскопска представа — Лари Макмертри, Питер Богданович по романуЛарија Макмертрија
- 1972 Кум — Марио Пузо, Франсис Копола по роману Марија Пуза
  - Кабаре — Џеј Престон Ален по мјузиклу Џоа Мастерофа, драми I Am a Camera Џона Ван Друтена и књизи Berlin Stories Кристофера Ишервуда
  - Емигранти — Бенгт Форслунд, Јан Троел по романима Utvandrarna and Invandrarna Вилхелма Моберга
  - Пит и Тили — Џулијус Џ. Епстин по причи Witch's Milk Питера Де Вриса
  - Пасји живот — Лон Елдер трећи по књизи Вилијама Х. Армстронга
- 1973 Истеривач ђавола — Вилијам Питер Блати по роману Вилијама Блатија
  - Последњи задатак — Роберт Таун по роману Дарила Пониксана
  - Потера за дипломом — Џејмс Бриџиз по роману Џона Џеја Озборна млађег
  - Месец од хартије — Алвин Сарџент по роману Addie Pray Џоа Дејвида Брауна
  - Серпико — Волдо Солт, Норман Векслер по роману Питера Маса

Од 1974. назив категорије је измењен у Сценарио адаптиран према другим текстовима 
- 1974 Кум 2 — Франсис Копола, Марио Пузо по роману Кум Марија Пуза
  - Дади високо лети — Лајонел Четвинд, Мордекај Ричлер по књизи Мордекаја Ричлера
  - Лени — Џулијан Бари по својој драми
  - Убиство у Оријент експресу — Пол Ден по роману Агате Кристи
  - Млади Франкенштајн — Џин Вајлдер, Мел Брукс по роману Франкенштајн Мери Шели
- 1975 Лет изнад кукавичјег гнезда — Бо Голдман, Лоренс Хаубен по роману Кена Кизија
  - Бари Линдон — Стенли Кјубрик по роману The Memoirs of Barry Lyndon, Esq. Вилијама Мејкписа Текерија
  - Човек који је хтео да буде краљ — Џон Хјустон, Гледис Хил по причи Радјарда Киплинга
  - Мирис жене — Руђеро Макари, Дино Ризи по роману Il buio e il mare Ђованија Арпина
  - Сунчани момци — Нил Сајмон по својој драми

Од 1976. награда носи назив Оскар за сценарио заснован на материјалима из других медија. 
- 1976 Сви председникови људи — Вилијам Голдман по књизи Карла Бернстина и Боба Вудварда
  - Пут к слави — Роберт Гечел по књизи Вудија Гатрија
  - Фелинијев Казанова — Федерико Фелини, Бернардино Цапони по аутобиографији Histoire de ma vie Ђакома Казанове
  - Седмопроцентно решење — Николас Мајер по свом роману
  - Путовање проклетих — Дејвид Батлер, Стив Шејган по књизи Гордона Томаса; сарадња: Макс Морган Витс
- 1977 Џулија — Алвин Сарџент по роману Пентименто Лилијан Хелман
  - Еквус, слепи коњ — Питер Шафер по својој драми
  - Никад ти нисам обећао врт са ружама — Гавин Ламберт, Луис Џон Карлино по роману Хане Грин
  - О, Боже! — Лари Гелбарт по роману Ејверија Кормана
  - Тај мрачни предмет жеље — Луис Буњуел, Жан-Клод Каријер по роману La femme et le pantin Пјера Луја
- 1978 Поноћни експрес — Оливер Стоун по књизи Билија Хејза и Вилијама Хофера
  - Крвна браћа — Волтер Њуман по роману Ричарда Прајса
  - Калифорнијска свита — Нил Сајмон по својој драми
  - Небо може чекати — Елејн Меј, Ворен Бејти по драми Харија Сегала
  - Илегални љубавници — Бернард Слејд по својој драми
- 1979 Крамер против Крамера — Роберт Бентон по роману Ејверија Кормана
  - Апокалипса сад — Џон Милијус, Франсис Форд Копола по роману Срце таме Џозефа Конрада
  - Кавез за лудаке — Марсело Данон, Едуар Молинаро, Жан Поаре, Франсис Вебер по драми Жана Поареа
  - Кратка романса — Алан Бернс по роману E=MC2 mon amour Патрика Ковена (псеудоним Клода Клоца)
  - Норма Ре — Харијет Френк млађи, Ирвинг Равеч

## 1980-e
- 1980 Обични људи — Алвин Сарџент по роману Џудит Гест
  - Наредник Морант — Џонатан Харди, Дејвид Стивенс, Брус Бересфорд по драми Кенета Роса
  - Рударева кћи — Том Рикман по аутобиографији Лорете Лин и Џорџа Вексија
  - Човек слон — Кристофер де Вор, Ерик Бергрен, Дејвид Линч по књизи The Elephant Man and Other Reminiscences Фредерика Тревеса и The Elephant Man: A Study in Human Dignity Ешлија Монтагјуа
  - Каскадер — Лоренс Б. Маркус, Ричард Раш по роману Пола Бродера
- 1981 Летњиковац на Златном језеру — Ернест Томпсон по својој драми
  - Жена француског поручника — Харолд Пинтер по роману Џона Фаулса
  - Новчићи са неба — Денис Потер на основу своје мини-серије
  - Владар града — Џеј Престон Ален, Сидни Лумет по књизи Роберта Дејлија
  - Регтајм — Мајкл Велер по роману Е. Л. Докторова
- 1982 Нестали — Константин Коста-Гаврас, Доналд Стјуарт по књизи Томаса Хаузера
  - Подморница — Волфганг Петерсен по роману Лотара Бухајма
  - Софијин избор — Алан Џ. Пакула по роману Вилијама Стајрона
  - Пресуда — Дејвид Мамет по роману Барија Рида
  - Виктор/Викторија — Блејк Едвардс по оригиналном сценарију Рајнхолда Шинцела
- 1983 Време нежности — Џејмс Л. Брукс по роману Ларија Макмертрија
  - Издаја — Харолд Пинтер по својој драми
  - Гардеробер — Роналд Харвуд по својој драми
  - Ритино школовање — Вили Расел по својој драми
  - Рубен, Рубен — Џулијус Џ. Епстин по роману Питера Де Вриса и драми Spoonford Херман Шамлин
- 1984 Амадеус — Питер Шафер по драми Амадеус
  - Грејсток: легенда о Тарзану, господару мајмуна  — П. Х. Вејзак (напомена: Прави сценариста је Роберт Таун, а П. Х. Вејзак је име Тауновог пса којег је Таун потписао незадовољан коначним изгледом филма)[1], Мајкл Остин по роману Тарзан од мајмуна Едгара Рајса Бароуза
  - Поља смрти — Брус Робинсон по новинском чланку The Death and Life of Dith Pran Сиднија Шанберга
  - Пут за Индију — Дејвид Лин по роману Е. М. Форстера
  - Војникова прича — Чарлс Фулер по својој драми A Soldier's Play
- 1985 Моја Африка — Курт Лутки по мемоарима Исака Динесена, књиге Silence Will Speak Ерола Требинског и књиге Isak Dinesen: The Life of a Storyteller Џудит Терман
  - Боја пурпура — Мино Мејес по роману Алис Вокер
  - Пољубац жене паука — Леонард Шрејдер по роману Мануела Пуча
  - Част Прицијевих — Ричард Кондон, Џенет Роуч по роману Ричарда Кондона
  - The Trip to Bountiful — Хортон Фут по својој драми
- 1986 Соба са погледом — Рут Правер Џабвала по роману Е. М. Форстера
  - Деца мањег бога — Хеспер Андерсон, Марк Медоф по драми Марка Медофа
  - Боја новца — Ричард Прајс по роману Волтера Тевиса
  - Злочини срца — Бет Хенли по својој драми
  - Остани уз мене — Рејнолд Гидион, Брус А. Еванс по новели Тело Стивена Кинга
- 1987 Последњи кинески цар — Бернардо Бертолучи, Марк Пепло по аутобиографији From Emperor to Citizen: The Autobiography of Aisin-Gioro Pu Yi Хенрија Пу Јија
  - Мртви — Тони Хјустон по причи Џејмса Џојса
  - Фатална привлачност — Џејмс Дирден по свом оригиналном ТВ-сценарију
  - Бојеви метак — Густав Хасфорд, Мајкл Хер, Стенли Кјубрик по роману The Short-Timers Густав Хасфорд
  - Мој пасји живот — Брасе Бренстрем, Пер Берглунд, Ласе Халстрем, Ридар Јенсон по роману Ридара Јенсона
- 1988 Опасне везе — Кристофер Хемптон по роману Шодерлоа де Лаклоа и драми Кристофера Хемптона
  - Случајан туриста — Френк Галати, Лоренс Касдан по роману роману Ен Тајлер
  - Гориле у магли — Ана Хамилтон Филан по тексту Харолда Т. П. Хејза
  - Мала Дорит — Кристина Едзард по роману Чарлса Дикенса
  - Неподношљива лакоћа постојања — Жан-Клод Каријер, Филип Кауфман по роману Милана Кундере
- 1989 Возећи госпођицу Дејзи — Алфред Ури по својој драми
  - Рођен 4. јула — Рон Ковик, Оливер Стоун по аутобиографији Рона Ковика
  - Непријатељи, љубавна прича — Пол Мазурски, Роџер Л. Сајмон по роману Исака Башевиса Сингера
  - Поље снова — Фил Олден Робинсон по роману Shoeless Joe В. П. Кинселе
  - Моје лево стопало — Шејн Конотон, Џим Шеридан по аутобиографији Кристија Брауна

## 1990-e
- 1990 Плес са вуковима — Мајкл Блејк по свом роману
  - Буђења — Стивен Зејлијан по књизи Оливера Сакса
  - Добри момци — Николас Пилеџи, Мартин Скорсезе по роману Wise Guy Николаса Пилеџија
  - Преваранти — Доналд Е. Вестлејк по роману Џима Томпсона
  - Преокрет среће — Николас Казан по роману Алана М. Дершовица

Од 1991. награда носи име Оскар за најбољи сценарио по већ објављеном материјалу.
- 1991 Кад јагањци утихну — Тед Тали по роману Томаса Хариса
  - Европа, Европа — Ањешка Холанд по биографији Саломона Перела
  - Пржени зелени парадајз — Фани Флаг, Керол Собјески по роману Fried Green Tomatoes at the Whistle Stop Cafe Фани Флаг
  - ЏФК — Оливер Стоун, Закари Склар po romanu Crossfire: The Plot That Killed Kennedy Џима Марса и књизи On the Trail of the Assassins Џима Гарисона
  - Принц плиме — Пат Конрој, Беки Џонстон по роману Пат Конрој
- 1992 Хауардов крај — Рут Правер Џабвала по роману Е. М. Форстера
  - Чаробни април — Питер Барнс по роману Елизабет фон Арним
  - Играч — Мајкл Толкин по свом роману
  - Река успомена — Ричард Фриденберг по причи Нормана Маклина
  - Мирис жене — Бо Голдман по роману Il Buio E Il Miele Ђованија Арпина
- 1993 Шиндлерова листа — Стивен Зејлијан по роману Томаса Кинилија
  - Доба невиности — Џеј Кокс, Мартин Скорсезе по истоименом роману Идит Вортон
  - У име оца — Тери Џорџ, Џим Шеридан по аутобиографији Proved Innocent Џерија Конлона
  - Остаци дана — Рут Правер Џабвала по роману Казуа Ишигура
  - Земља сенки — Вилијам Николсон по својој драми
- 1994 Форест Гамп — Ерик Рот по роману Винстона Грума
  - Лудило краља Џорџа — Алан Бенет по својој драми The Madness of George III
  - Ничија будала — Роберт Бентон по роману Ричарда Русоа
  - Квиз — Пол Атанасио по роману Ричарда Н. Гудвина
  - Бекство из Шошенка — Френк Дарабонт по причи Rita Hayworth and Shawshank Redemption Стивена Кинга
- 1995 Разум и осећајност — Ема Томпсон по роману Џејн Остин
  - Аполо 13 — Вилијам Бројлс млађи, Ал Рајнерт по роману Lost Moon Џима Лавела и Џефрија Клугера
  - Бејб — Џорџ Милер, Крис Нунан The Sheep Pig Дик Кинг-Смита
  - Напуштајући Лас Вегас — Мајк Фигис по роману Џона О’Брајена
  - Поштар — Ана Павињано, Мајкл Радфорд, Фурио Скарпели, Ђакомо Скарпели, Масимо Троизи по роману Ardiente Paciencia Антонија Скармете
- 1996 Оштрица злочина — Били Боб Торнтон по својој драми
  - Вештице из Салема — Артур Милер по својој драми
  - Енглески пацијент — Ентони Мингела по роману Мајкла Ондачеа
  - Хамлет — Кенет Брана по драми Вилијама Шекспира
  - Трејнспотинг — Џон Хоџ по роману Ирвина Велша
- 1997 Поверљиво из Л. А. — Кертис Хансон, Брајан Хелгеланд по роману Џејмса Елроја
  - Дони Браско — Пол Атанасио по роману Donnie Brasco: My Undercover Life in the Mafia Џозефа Пистонеа и Ричарда Вудлија
  - Слатка сутрашњица — Атом Егојан по роману Расела Бенкса
  - Председничке лажи — Хилари Хенкин, Дејвид Мамет по роману American Hero Лари Бајнхарт
  - Крила голубице — Хосеин Амини по роману Хенрија Џејмса
- 1998 Богови и чудовишта — Бил Кондон по роману Father of Frankenstein Кристофера Брама
  - Out of Sight — Скот Френк по роману Елмор Леонард
  - Председничке боје — Елејн Меј по роману Џоа Клајна
  - Једноставан план — Скот Б. Смит по свом роману
  - Танка црвена линија — Теренс Малик по роману Џејмса Џоунса
- 1999 Живот нема правила — Џон Ирвинг по свом роману
  - Избори — Александер Пејн, Џим Тејлор по роману Тома Пероте
  - Зелена миља — Френк Дарабонт по роману Стивена Кинга
  - Инсајдер — Ерик Рот, Мајкл Мен по тексту The Man Who Knew Too Much Мери Бренер
  - Талентовани господин Рипли — Ентони Мингела по роману Патрише Хајсмит

## 2000-e
- 2000 Путеви дроге — Стивен Гејган по драми Traffik Сајмона Мура
  - Чоколада — Роберт Нелсон Џејкобс по истоименом роману Џоане Харис
  - Притајени тигар, скривени змај — Хуи-Линг Ванг, Џејмс Шејмус и Куо Јунг Цаи по роману Ду Лу Ванга
  - О, брате, где си? — Итан и Џоел Коен по Хомеровој Одисеји
  - Чудесни момци — Стивен Кловес по истоименом роману Мајкла Шејбона
- 2001 Блистави ум — Акива Голдсман по биографији Силвије Назар
  - Свет духова — Данијел Клауз и Тери Звигоф по стрипу Данијела Клауза
  - У спаваћој соби — Тод Филд и Роберт Фестингер по причи Killings Андреа Дубјуса
  - Господар прстенова: Дружина прстена — Френ Волш, Филипа Бојнс и Питер Џексон по роману Џ. Р. Р. Толкина
  - Шрек — Тед Елиот, Тери Росио, Џо Стилман и Роџер С. Х. Шулман по књизи за децу Вилијама Стајга

Од 2002. награда носи данашње име.
- 2002 Пијаниста — Роналд Харвуд по књизи Владислава Шпилмана
  - Све о дечаку — Питер Хеџиз, Крис Вајц и Пол Вајц по роману Ника Хорна
  - Адаптација — Чарли и Доналд Кауфман по књизи The Orchid Thief Сузан Орлин
  - Чикаго — Бил Кондон по драми Морин Далас Воткинс
  - Сати — Дејвид Хер по роману Мајкла Канингама
- 2003 Господар прстенова: Повратак краља — Френ Волш, Филипа Бојнс и Питер Џексон по роману Џ. Р. Р. Толкина
  - Амерички сјај — Роберт Пулчини и Шари Спрингер Берман по стриповима Харвија Пикара и стрипу Our Cancer Year Џојс Брабнер
  - Божји град — Браулио Мантовани по роману Паула Линса
  - Мистична река — Брајан Хелгеланд по роману Дениса Лехејна
  - Сибискит — Гари Рос по књизи Лоре Хиленбранд
- 2004 Странпутице — Александер Пејн и Џим Тејлор по роману Рекса Пикета
  - Пре заласка сунца — Ричард Линклејтер, Жили Делпи и Итан Хок по причи Ричарда Линклејтера и Ким Крајзан
  - У потрази за Недођијом — Дејвид Маги по драми Алана Нија
  - Девојка од милион долара  — Пол Хагис по збирци новела Rope Burns: Stories from the Corner Еф Екс Тула
  - Дневник мотоциклисте — Хосе Ривера по књигама Con el Che por America Latina Алберта Гранада и Дневник мотоциклисте Ернеста Геваре
- 2005 Планина Броукбек — Лари Макмертри и Дајана Осана по причи Едне Ени Пру
  - Историја насиља — Џош Олсон по роману Џона Вагнера и Винса Лока
  - Капоте — Ден Фатерман по књизи Џералда Кларка
  - Брижни баштован — Џефри Кејн по роману Џона ле Кареа
  - Минхен — Тони Кушнер и Ерик Рот по књизи Vengeance: The True Story of an Israeli Counter-Terrorist Team Џорџа Џонаса
- 2006 Двострука игра — Вилијам Монахан по филму Паклени послови
  - Борат — Саша Барон Коен, Питер Бејнам, Ентони Хајнс, Ден Мејзер и Тод Филипс по ТВ-серији Da Ali G Show
  - Потомци — Алфонсо Куарон, Тимоти Џ. Секстон, Дејвид Арата, Марк Фергус, Хок Ост по роману Потомци П. Д. Џејмса
  - Забелешке о скандалу — Патрик Марбер по роману Зои Хелер
  - Интимне ствари — Тод Филд и Том Перота по роману Тома Пероте
- 2007 Нема земље за старце — Итан и Џоел Коен по истоименом роману Кормака Макартија
  - Покајање — Кристофер Хемптон по роману Ијана Макјуана
  - Далеко од ње — Сара Поли по причи The Bear Went Over the Mountain Алис Манро
  - Ронилачко звоно и лептир — Роналд Харвуд по мемоарима Жан-Доминика Бобија
  - Биће крви — Пол Томас Андерсон по роману Нафта! Аптона Синклера
- 2008 Милионер са улице — Сајмон Бофој по роману Питања и одговори Викаса Сварупа
  - Необичан случај Бенџамина Батона — Ерик Рот и Робин Свајкорд по новели Франсиса Скота Фицџералда
  - Сумња — Џон Патрик Шанли по својој драми Doubt: A Parable
  - Фрост/Никсон — Питер Морган по својој истоименој драми
  - Читач — Дејвид Хер по истоименом роману Бернхарда Шлинка
- 2009 Драгоцена — Џефри Флечер по роману Push Сафире
  - Дистрикт 9 — Нил Бламкамп и Тери Тачел по филму Нила Бломкампа Alive in Joburg
  - Образовање — Ник Хорнби по мемоарима Лин Барбер
  - Врзино коло — Џеси Армстронг, Сајмон Блаквел, Армандо Јанучи и Тони Роуч по ТВ-серији The Thick of It Арманда Јанучија
  - У ваздуху — Џејсон Рајтман и Шелдон Тарнер по истоименом роману Волтера Керна

## 2010-e
- 2010. Друштвена мрежа — Арон Соркин по књизи Бена Мезрика
  - 127 сати — Дени Бојл и Сајмон Бофој по аутобиографији Арона Ролстона
  - Прича о играчкама 3 — Мајкл Арнт, Џон Ласетер, Ендру Стантон и Ли Анкрич по ликовима из прва два филма
  - Човек звани храброст — Џоел Коен, Итан Коен по истоименом роману Чарлса Портиса
  - Зима до костију — Дебра Граник и Ен Роселини по истоименом роману Данијела Вудрела.
- 2011. Потомци — Александер Пејн, Нет Факсон и Џим Раш по истоименом роману Каја Харта Хемингса
  - Иго — Џон Логан по роману Изум Игоа Кабреа Брајана Селзника
  - Мартовске иде — Џорџ Клуни, Грант Хеслов, Бо Вилмон по његовој драми Farragut North
  - Формула успеха — Стивен Зејлијан и Арон Соркин по истоименом роману Мајкла Луиса
  - Крпар, кројач, солдат, шпијун — Бриџет О’Конор, Питер Строн по истоименом роману Џона ле Кареа
- 2012. Арго — Крис Терио по књизи Тонија Мендеза и новинском чланку Џошуе Бирмана
  - Звери јужних дивљина — Бен Зејтлин и Луси Алибар по њеној драми Juicy and Delicious
  - Пијев живот — Дејвид Маги по истоименом роману Јана Мартела
  - Линколн — Тони Кушнер по књизи Група ривала: Политички геније Абрахам Линклон Дорис Кернс Гудвин
  - У добру и у злу — Дејвид О. Расел по истоименом роману Метјуа Квика
- 2013. Дванаест година ропства — Џон Ридли по аутобиографији Соломона Нортупа
  - Пре поноћи — Ричард Линклејтер, Жили Делпи, Итан Хок по ликовима из филмова Пре свитања и Пре заласка сунца
  - Капетан Филипс — Били Реј по роману Капетанова дужност Ричарда Филипса
  - Филомина — Стив Куган и Џеф Поуп по роману Изгубљено дете Филомине Ли Мартина Сиксмита
  - Вук са Вол Стрита — Теренс Винтер по мемоарима Џордана Белфорта
- 2014. Игра кодова — Грејам Мур по књизи Алан Тјуринг: Енигма Ендруа Хоџиза
  - Снајпериста — Џејсон Хол по аутобиографији Криса Кајла Амерички снајпериста
  - Скривена мана — Пол Томас Андерсон по истоименом роману Томаса Пинчона
  - Теорија свега — Ентони Макартен по мемоарима Џејн Хокинг Путовање до вечности: Мој живот са Стивеном Хокингом
  - Ритам лудила — Дејмијен Шазел по свом кратком филму
- 2015. Опклада века — Адам Макеј и Чарлс Рандолф по истоименој књизи Мајкла Луиса
  - Бруклин — Ник Хорнби по истоименом роману Колма Тојбина
  - Керол — Филис Наги по роману Цена соли Патрише Хајсмит
  - Марсовац: Спасилачка мисија — Дру Годард по роману Марсовац Ендија Вира
  - Соба — Ема Донохју по сопственом роману
- 2016.  Месечина — Бари Џенкинс по представи На месечини црни дечаци изгледају плаво Тарела Алвина Макрејнија
  - Долазак — Ерик Хајсерер по причи Прича твог живота Теда Ченга
  - Ограде — Огаст Вилсон по сопственој представи
  - Скривене бројке — Алисон Шродер и Теодор Мелфи по истоименој књизи Марго Ли Шетерли
  - Лав — Лук Дејвис по мемоарима Дуг повратак кући Саруа Брајерлија и Ларија Батроуза
- 2017.  Скривена љубав — Џејмс Ајвори по истоименој књизи Андреа Аџимана
  - Земљи обећани — Ди Рис и Верџил Вилијамс по истоименој књизи Хилари Џордан
  - Велика игра — Арон Соркин по истоименој књизи Моли Блум
  - Катастрофални уметник — Скот Њустатер и Мајкл Х. Вибер по истоименој књизи Грега Сестера и Тома Бисела
  - Логан — Скот Френк, Џејмс Манголд и Мајкл Грин по стрипу Вулверин
- 2018.  Црни члан КККлана — Спајк Ли, Дејвид Рабиновиц, Чарли Вочтел и Кевин Вилмот по мемоарима Црни члан Клана Рона Сталворта
  - Балада о Бастеру Скрагсу — Браћа Коен по кратким причама Златни кањон Џека Лондона и The Gal Who Got Rattled Стјуарта Едварда Вајта
  - Можеш ли ми икада опростити? — Никол Холофсенер и Џеф Вити по мемоарима Ли Израел
  - Шапат улице — Бари Џенкинс по истоименој књизи Џејмса Болдвина
  - Звезда је рођена — Бредли Купер, Вил Фетерс и Ерик Рот по истоименом филму из 1954. Моса Харта, истоименом филму из 1976. Џоан Дидион, Џона Грегорија Дана и Френка Пирсона и причи Роберта Карсона и Вилијама А. Велмана
- 2019.  Зец Џоџо — Таика Ваитити по књизи Caging Skies Кристин Леуненс
  - Ирац — Стивен Зејлијан по књизи Чујем да фарбате куће Чарлса Бранта
  - Џокер — Тод Филипс и Скот Силвер по лику који су креирали Бил Фингер, Боб Кејн и Џери Робинсон
  - Мале жене — Грета Гервиг по истоименој књизи Луизе Меј Алкот
  - Двојица папа — Ентони Мекартен по сопственој представи Папа

## 2020-e
- 2020. Отац — Кристофер Хемптон и Флоријан Зелер по Зелеровој представи
  - Борат: Накнадни филм — Питер Бејнхам, Саша Барон Коен, Џена Фридман, Ентони Хајнс, Ли Керн, Ден Мејзер, Ерика Ривиноја и Ден Свимер по лику Барона Коена
  - Земља номада — Клои Џао по истоименој књизи Џесике Брудер
  - Једна ноћ у Мајамију — Кемп Пауерс по сопственој представи
  - Бели тигар — Рамин Бахрани по истоименом роману Аравинда Адиге
- 2021. Кода — Шан Хедер по филму La Famille Bélier
  - Повези ме — Рјусуке Хамагучи и Такамаса Ое по краткој причи Харукија Муракамија
  - Дина — Џон Спејтс, Дени Вилнев и Ерик Рот по истоименом роману Френка Херберта
  - Мрачна кћи — Меги Џиленхол по роману Елене Феранте
  - Моћ пса — Џејн Кемпион по истоименом роману Томаса Севиџа
- 2022. Жене говоре — Сара Поли по истоименом роману Миријам Тејвс
  - На западу ништа ново — Ијан Стокел, Лесли Патерсон и Едвард Бергер по истоименом роману Ериха Марије Ремарка
  - Нож у леђа: Стаклени лук — Рајан Џонсон по сопственим ликовима и филму Нож у леђа
  - Живети — Казуо Ишигуро по истоименом филму Акире Куросаве
  - Топ ган: Маверик — Ерен Кругер, Ерик Ворен Сингер и Кристофер Маквори по филму Топ ган
- 2023. Америчка фикција — Корд Џеферсон по роману Брисање Персивала Еверета
  - Барби — Грета Гервиг и Ноа Баумбах по ликовима које је креирала Рут Хандлер
  - Опенхајмер — Кристофер Нолан по биографији Амерички Прометеј Каја Берда и Мартина Џ. Шервина
  - Јадна створења — Тони Макнамара по истоименом роману Аласдира Греја
  - Зона интереса — Џонатан Глејзер по истоименом роману Мартина Ејмиса
- 2024. Конклава — Питер Строн по истоименом роману Роберта Хериса
  - Боб Дилан: Потпуни незнанац — Џејмс Менголд и Џеј Кокс по књизи Dylan Goes Electric! Елајџе Волда
  - Емилија Перез — Жак Одијар по сопственој истоименој опери и роману Écoute Бориса Разона
  - Момци из Никла — Рамел Рос и Џослин Барнес по истоименом роману Колсона Вајтхеда
  - Синг Синг — Грег Кведар и Клинт Бентли по књизи The Sing Sing Follies Џона Х. Ричардсона и представи Breakin' the Mummy's Code Брента Бјула